# (2109) Dhôtel
(2109) Dhôtel bzw. (2109) Dhotel ist ein Asteroid des Hauptgürtels, der am 13. Oktober 1950 vom belgischen Astronomen Sylvain Arend in Ukkel entdeckt wurde.
Der Asteroid wurde am 22. September 1983 (damals als (2109) d'Hotel) nach dem französischen Schriftsteller André Dhôtel benannt.